# Модар (военный магистр)
Модар (лат. Modares) — римский военный деятель второй половины IV века.
Модар, несомненно, был готского происхождения. В период с около 380 по 382 год он занимал должность военного магистра Фракии. В это время шла война между римлянами и готами. Модар принимал в ней активное участие и около 380 года нанёс сокрушительное поражение готской армии во Фракии. Григорий Назианзин называет его хорошим христианином. Модар оказывал поддержку собору епископов в Константинополе в 382/382 году.